# 編寫美好時光
是一部2016年的英國戰爭喜劇電影，由瓏·薛爾菲格執導，Gaby Chiappe編劇。本片改編自麗莎·艾凡斯的2009年小說《Their Finest Hour and a Half》。主演是潔瑪·艾特頓、山姆·克拉弗林、比爾·奈伊、傑克·休斯頓、傑克·拉齊、理查·E·格蘭特、亨利·古德曼、蕾切爾·斯特靈、埃迪·馬森、海倫·邁柯瑞和克勞蒂亞·傑西。本片講述英國的資訊局電影團隊製作一部有關在不列顛戰役和倫敦大轟炸期間的鄧寇克大撤退的電影來激勵士氣。

## 演員

### 幕後
- 潔瑪·艾特頓 飾 Catrin Cole
- 山姆·克拉弗林 飾 Tom Buckley
- 傑克·休斯頓 飾 Ellis Cole
- 海倫·邁柯瑞 飾 Sophie Smith
- 埃迪·馬森 飾 Sammy Smith
- 蕾切爾·斯特靈 飾 Phyl Moore
- 理查·E·格蘭特 飾 Roger Swain
- 保羅·里特（英语：Paul Ritter (actor)） 飾 Raymond Parfitt
- 謝洛美·艾朗斯 飾 戰爭大臣
- 亨利·古德曼（英语：Henry Goodman） 飾 Gabriel Baker
- Michael Marcus 飾 Alex
- Lily Knight 飾 Rose Starling
- Francesca Knight 飾 Lily Starling
- Rebecca Saire 飾 Mortuary Nurse
- Gaby Chiappe 飾 Dolly (Carrot Film)
- Amanda Fairbank-Hynes 飾 Mabel (Carrot Film)
- Natalia Ryumina（英语：Natalia Ryumina） 飾 Muriel

### 演員
- 比爾·奈伊 飾 Ambrose Hilliard和Uncle Frank
- 傑克·拉齊 飾 Carl Lundbeck和Brannigan
- 克勞蒂亞·傑西（英语：Claudia Jessie） 飾 Doris Cleavely和Lily
- 史蒂芬妮·海姆（英语：Stephanie Hyam） 飾 Angela Ralli-Thomas和Rose
- Hubert Burton 飾 Wyndham Best和Johnnie

## 外部連結
- 互联网电影数据库（IMDb）上《編寫美好時光》的资料（英文）
- Their Finest （页面存档备份，存于） at BBC Films
- Box Office Mojo上《Their Finest》的資料（英文）